# Jonagored

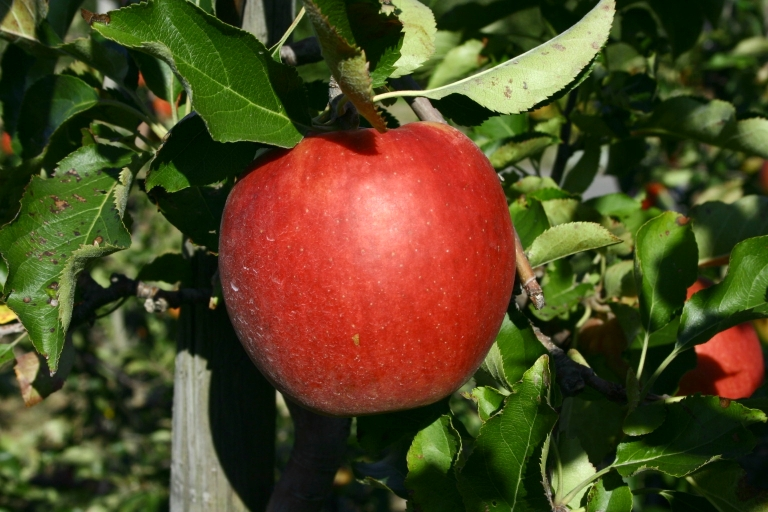
Jonagored, plod

Jonagored (Malus domestica 'Jonagored') je ovocný strom, kultivar druhu jabloň domácí z čeledi růžovitých. Plody jsou řazeny mezi odrůdy zimních jablek, sklízí se začátkem října, dozrává v prosinci, skladovatelné jsou do března.

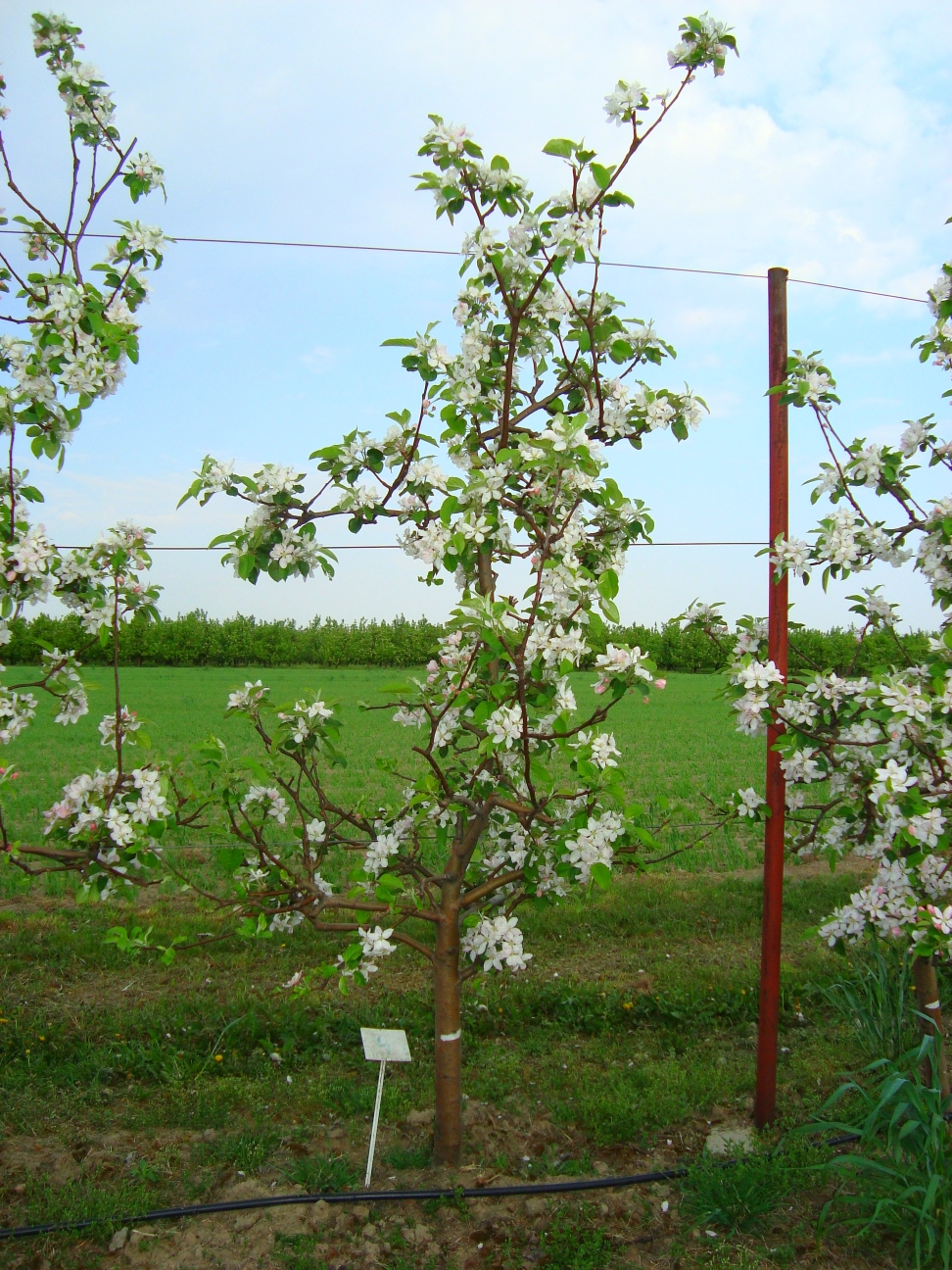

## Historie

### Původ
Odrůda byla vyšlechtěna v Belgii, registrována byla soukromou firmou Jomobel NV. Jde o pupenovou mutaci odrůdy  'Jonagold'  , která vznikla zkřížením odrůd  'Golden Delicious'  ×  'Jonathan' .

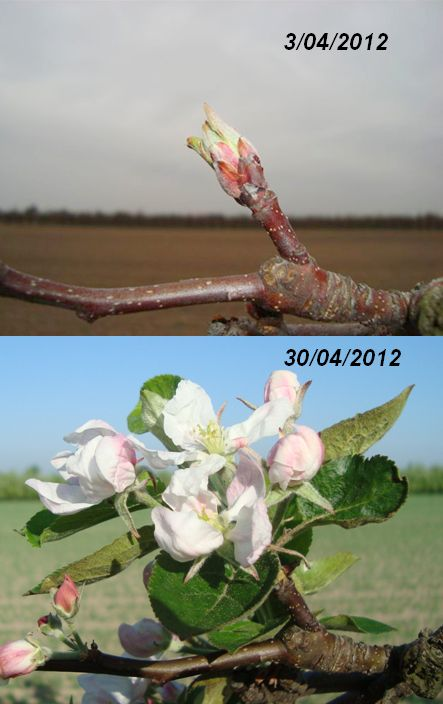

## Vlastnosti
Odrůda je zcela cizosprašná, je špatným opylovačem, je triploidním křížencem. vyžaduje kvalitní opylení, kvete středně brzy.

### Růst
Růst odrůdy je zprvu bujný později slabší. Koruna má spíše rozložitý habitus. Řez je nezbytný, vhodný je zejména letní řez. Plodonosný obrost je bohatý, je třeba probírky plůdků. Plodí na krátkých větévkách, spur typ.

## Plodnost

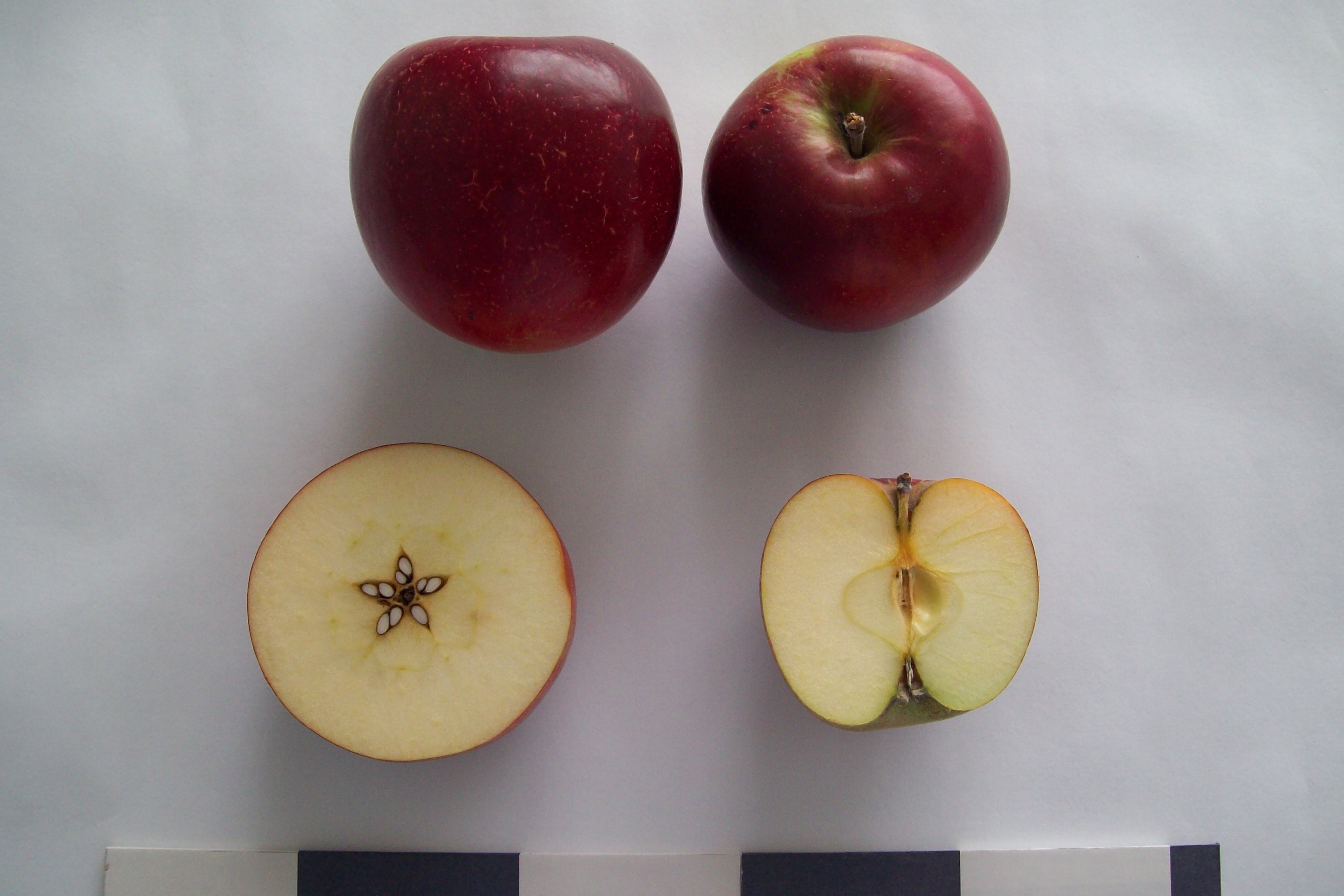

Plodí záhy, bohatě a pravidelně.

## Plod
Plod je kulovitý, střední až velký (130-192g). Slupka hladká, slabě mastná, žlutozelené zbarvení je překryto červenou barvou. Dužnina je nažloutlá se sladce navinulou chutí, výborná.

## Choroby a škůdci
Odrůda je středně odolná proti strupovitosti jabloní a málo odolná k padlí. Také je poněkud náchylná k nektriové rakovině a spále. Rovněž trpí hořkou skvrnitostí z fyziologického nedostatku vápníku. Jako prevence se používají postřiky přípravky s obsahem vápníku na list.

## Použití
Je vhodná ke skladování a přímému konzumu. Odrůdu lze použít do teplých poloh na stanoviště s propustnou živnou přiměřeně vlhkou půdou. Ve vyšších polohách namrzá. Přestože je růst odrůdy bujný, je doporučováno pěstování odrůdy na slabě rostoucích podnožích ve tvarech jako zákrsky, čtvrtkmeny a vřetena. Při pěstování je třeba řezu, probírky plůdků, závlahy, a chemické ochrany.